# Celama encausta
Celama encausta är en fjärilsart som beskrevs av George Francis Hampson 1900. Celama encausta ingår i släktet Celama och familjen trågspinnare. Inga underarter finns listade i Catalogue of Life.